# Sunds Nørreå
Sunds Nørreå är ett vattendrag i Danmark.   Det ligger i Hernings kommun i Region Mittjylland, i den västra delen av landet, 240 km väster om Köpenhamn.
Ån börjar som utflöde från Sunds Sø, rinner mot nordväst och mynnar i Storå.